# Nikolaus I Bernoulli
Nikolaus Bernoulli, genannt Nikolaus I Bernoulli (* 10. Oktoberjul. / 20. Oktober 1687greg. in Basel; † 29. November 1759 in Basel), war ein Schweizer Mathematiker.

## Familie
Er stammte aus der verzweigten Gelehrtenfamilie Bernoulli und war ein Neffe von Jakob I Bernoulli und Johann I Bernoulli. Er war ein Cousin von Nikolaus II Bernoulli, der auf ähnlichem Gebiet arbeitete, aber früh starb.

## Leben
1704 machte er seinen Abschluss an der Universität Basel unter Jakob I Bernoulli, und 5 Jahre später promovierte er über die Anwendung der Wahrscheinlichkeitstheorie in Rechtsangelegenheiten. 1716 wurde er an den Galileo-Lehrstuhl nach Padua berufen, hier arbeitete er in den Gebieten Differentialgleichungen und Geometrie. 1722 kehrte er zurück in die Schweiz und übernahm den Lehrstuhl für Logik an der Universität Basel. Fünfmal (1738, 1739, 1743, 1747 und 1755) amtierte er als Rektor.
Nach einer Einschätzung von Joachim Otto Fleckenstein war er ein begabter, aber kein produktiver Mathematiker. Seine bedeutendsten Leistungen sind in seiner Korrespondenz versteckt, vor allem in der mit Pierre Rémond de Montmort. Nikolaus Bernoulli hatte 1713 das nachgelassene Manuskript Ars conjectandi über Wahrscheinlichkeitsrechnung seines Onkels Jakob Bernoulli herausgegeben und darüber auch einen Briefwechsel mit Montmort geführt, dem Verfasser des ersten (auf Jakob Bernoulli beruhenden) Lehrbuchs der Wahrscheinlichkeitsrechnung, in dessen zweiter Auflage 1713 auch 150 Seiten dieses Briefwechsels veröffentlicht wurden. In diesen Briefen wurde das Problem erörtert, das wir heute als Sankt-Petersburg-Paradoxon kennen und mit dem sich dann ausführlich sein Cousin Daniel Bernoulli in Sankt Petersburg beschäftigte. Neben Montmort korrespondierte er noch mit Gottfried Wilhelm Leibniz und Leonhard Euler.
Seit 1713 war er auswärtiges Mitglied der Preussischen Akademie der Wissenschaften. 1714 wurde er zum Mitglied der Royal Society gewählt.